# Daubrée (månekrater)
Daubrée er et nedslagskrater på Månen. Det befinder sig sydvest for Mare Serenitatis på Månens forside og er opkaldt efter den franske geolog Gabriel A. Daubrée (1814 – 1896).
Navnet blev officielt tildelt af den Internationale Astronomiske Union (IAU) i 1973. 
Før det blev omdøbt af IAU, hed dette krater "Menelaus S".

## Omgivelser
Daubréekrateret ligger lige vest-sydvest for Menelauskrater i Montes Haemus-bjergkæden. Det lille mare Lacus Hiemalis ligger langs Daubrées sydvestlige rand.

## Karakteristika
Krateret har form som en hestesko, fordi randen er åben mod nordvest. Kraterbunden er blevet oversvømmet af basaltisk lava, hvilket har efterladt den jævn og uden særlige træk. Der er en lav gennemskæring i randen mod syd, og den østlige rand er forbundet med lave højderygge, som hører til Montes Haemus.

## Måneatlas
- Billeder af Daubreekrateret i LPI-måneatlasset